# 奧克蘭 (萊姆斯通縣東南)
奧克蘭（英語：Oakland）是一個位於美國阿拉巴馬州萊姆斯通縣的非建制地區。該地的面積和人口皆未知。

## 地理
奧克蘭的座標為34°43′45″N 86°48′25″W / 34.72917°N 86.80694°W，而該地的平均海拔高度為211米（即692英尺）。